# Mały skazaniec
Mały skazaniec (ang. The Little Convict) – australijski film fabularno-animowany z 1979 roku wyprodukowany przez Yoram Gross Film Studio. 

## Obsada
- Rolf Harris

## Wersja polska
W Polsce film został wydany na VHS. Dystrybucja Top Video.